# Heinrich Steffensmeier
Heinrich Steffensmeier (* 2. März 1893 in Verlar; † 8. Januar 1951) war ein deutscher Politiker und Landtagsabgeordneter der CDU und der Deutschen Zentrumspartei.

## Leben und Beruf
Nach dem Besuch der Volksschule und des Gymnasiums mit dem Abschluss Abitur studierte er Nationalökonomie an den Universitäten München, London, Berlin und Münster und  promovierte 1917. Seit 1913 war er Mitglied der katholischen Studentenverbindung KDStV Rheno-Franconia München im CV. Er war dann als Referent, zuletzt im Reichsfinanzministerium, beschäftigt und war Leiter der Auslandsabteilung der Presseabteilung. Danach war er bis 1930 Wirtschaftsprüfer und Treuhänder sowie freier Mitarbeiter bei verschiedenen Zeitungen. Er war dann Direktor eines Möbelhauses und ab 1934 Inhaber des Teppichhauses Heinrich Steffensmeier in Essen.

## Politik
Von 1919 bis 1933 und von 1945 bis 1949 war er Mitglied des Zentrums und in verschiedenen Parteigremien aktiv. Am 4. März 1949 
trat er zur CDU über. Steffensmeier war Vizepräsident der Industrie- und Handelskammer Essen.
Vom 17. Juli 1947 bis zum 17. Juni 1950 war Steffensmeier Mitglied des Landtags des Landes Nordrhein-Westfalen. Er war über die Landesliste des Zentrums nachgerückt. Außerdem war er zeitweise Mitglied im Stadtrat der Stadt Essen.